# Kỳ nghỉ bá đạo
Kỳ nghỉ bá đạo (tiếng Anh: Vacation) là một bộ phim hài phiêu lưu của Mỹ 2015 do Jonathan Goldstein và John Francis Daley đạo diễn và viết kịch bản (phim đạo diễn đầu tay của họ). Phim có sự tham gia của Ed Helms, Christina Applegate, Skyler Gisondo, Steele Stebbins, Leslie Mann, Chris Hemsworth, Beverly D'Angelo, và Chevy Chase. Đây là phần thứ năm trong loạt phim Vacation. Phim được New Line Cinema và Warner Bros. công chiếu ngày 29 tháng 7 năm 2015, dự kiến khởi chiếu ở Việt Nam ngày 7 tháng 8 năm 2015.